# Riconoscimento facciale

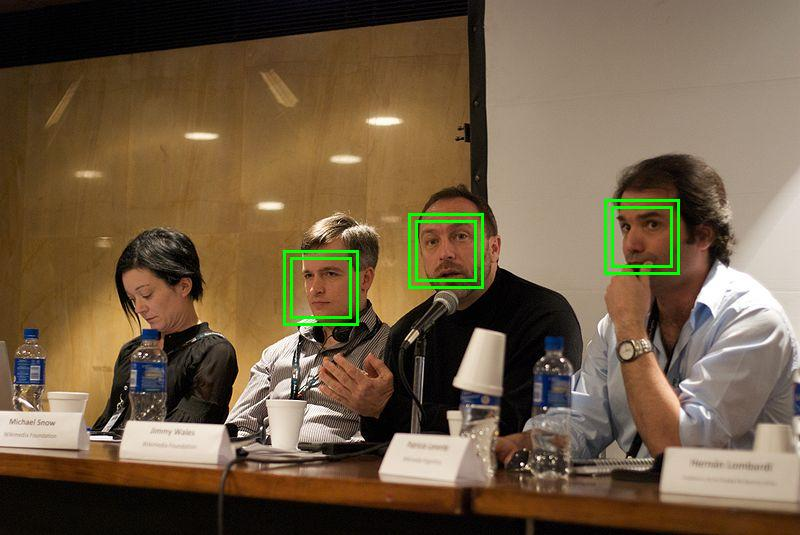
Riconoscimento facciale automatico mediante librerie OpenCV

Il riconoscimento facciale (in inglese face detection) è una tecnica di intelligenza artificiale, utilizzata in biometria per identificare o verificare l'identità di una persona a partire da una o più immagini che la ritraggono.

## Funzionamento
Solitamente il riconoscimento avviene mediante tecniche di elaborazione digitale delle immagini, ignorando tutto quello che non rappresenta una faccia, come edifici, alberi, corpi, che vengono solitamente definiti background. Si può affermare che si tratta di un riconoscimento di pattern, dove il pattern da riconoscere è il viso umano.
Per facilitare l'individuazione di una faccia, i primi sistemi tenevano conto che un viso umano è composto da due occhi, un naso e una bocca.
I sistemi più recenti invece riescono a riconoscere una persona anche se questa ha il viso ruotato, o comunque non in visione frontale.
Il riconoscimento può avvenire modellando la faccia come un oggetto in due dimensioni (2D) o in tridimensionale (3D).

### Principali metodi
Tra i principali algoritmi utilizzati nel riconoscimento vi sono:
- PCA (Principal Component Analysis):

permette di ottenere da uno spazio ad alta dimensionalità (pari al numero di pixel dell'immagine) un sottospazio significativo ai fini del riconoscimento (le eigenfaces). Richiede una quantità di risorse computazionali relativamente ridotta ma risente fortemente di rotazioni e traslazioni, come pure di variazioni di illuminazione e sfondo.
- LDA (Linear Discriminant Analysis):

oltre a ottenere un sottospazio di dimensionalità minore, come nel caso della PCA, permette una suddivisione in classi all'interno delle quali la varianza è minima (le fisherfaces, da Ronald Fisher)
- metodi Kernel
- metodo delle wavelet Gabor
- modello di Markov nascosto
- Active Appearance Models (AAM)

Poiché i diversi algoritmi presentano punti di forza e di debolezza diversi fra loro, spesso vengono combinati per migliorare la qualità dei risultati.

### Riconoscimento delle emozioni
Scansionando le espressioni facciali è stata ulteriormente sviluppata la tecnologia per il riconoscimento delle emozioni ERT (Emotion Recognition Technology), controversa tecnologia che può essere usata in vari contesti come ad esempio per testare le reazioni dei clienti ad un prodotto, la sincerità nei colloqui di lavoro o negli interrogatori ecc.

## Applicazioni pratiche
Il riconoscimento facciale può essere utilizzato in sistema real-time per riconoscere facilmente e istantaneamente chi è la persona che si trova di fronte al sensore (fotocamera o fotocamera digitale, videocamera, webcam, ...). In Cina è già stato installato tramite le videocamere nelle strade delle grandi città schedando milioni di persone.
Recentemente il social network Facebook ha attivato l'opzione di riconoscimento facciale delle immagini pubblicate dagli utenti, generando alcune polemiche inerenti alla tutela della privacy delle persone ritratte.
Esistono alcune tipologie di captcha con cui l'utente deve manualmente riconoscere, in un'immagine, dove si trova il viso di una persona.
In Inghilterra la British Airways permette di utilizzare il riconoscimento facciale per l'imbarco dei passeggeri che si spostano nel Regno Unito. I volti dei passeggeri possono essere analizzati da una telecamera per verificarne l'identità e consentire l'accesso all'aereo senza mostrare alcun passaporto o carta di imbarco. La compagnia aerea utilizza questa tecnologia per i voli interni al Regno Unito in partenza da Heathrow e sta lavorando a un servizio di imbarco biometrico per i voli internazionali in partenza da tale aeroporto.
Apple utilizza il riconoscimento facciale per consentire agli utenti di accelerare lo sblocco dei telefoni, l'accesso alle app e gli acquisti.

## Norme privacy per limitare il riconoscimento facciale: il GDPR
Il Regolamento generale per la protezione dei dati personali 2016/679 (General Data Protection Regulation o GDPR) è la principale normativa europea in materia di protezione dei dati personali.
Secondo l’art. 9.1 del GDPR “è vietato trattare dati personali che rivelino l’origine razziale o etnica, le opinioni politiche, le convinzioni religiose o filosofiche, o l’appartenenza sindacale, nonché trattare dati genetici, dati biometrici intesi a identificare in modo univoco una persona fisica, dati relativi alla salute o alla vita sessuale o all’orientamento sessuale della persona.”
Cosa sono i dati biometrici viene specificato invece nell’art. 4.14: sono “i dati personali ottenuti da un trattamento tecnico specifico relativi alle caratteristiche fisiche, fisiologiche o comportamentali di una persona fisica che ne consentono o confermano l’identificazione univoca, quali l’immagine facciale o i dati dattiloscopici;”

### Il consenso
Per il trattamento legale dei dati biometrici è necessaria una delle basi giuridiche previste dall’art. 9.2 del GDPR.
Una base giuridica fondamentale è il consenso.
Secondo il GDPR per ottenere un consenso conforme è necessaria una dichiarazione o un’azione positiva inequivocabile. Il consenso deve quindi essere esplicito, potrebbe ad esempio consistere in una dichiarazione scritta. Nel contesto digitale invece è possibile compilare moduli elettronici a tale scopo.
Art 7.1 del GDPR: “Qualora il trattamento sia basato sul consenso, il titolare del trattamento deve essere in grado di dimostrare che l’interessato ha prestato il proprio consenso al trattamento dei propri dati personali.”
Il titolare del trattamento deve quindi assicurarsi che la dichiarazione sia firmata dall'interessato in modo da evitare una possibile mancanza di prove in futuro.
Inoltre, l’art. 7.3 specifica che l’interessato ha il diritto di revocare il proprio consenso in qualsiasi momento.

### Valutazione d'impatto sulla protezione dei dati
Art 35.1: “Quando un tipo di trattamento, allorché prevede in particolare l’uso di nuove tecnologie, considerati la natura, l’oggetto, il contesto e le finalità del trattamento, può presentare un rischio elevato per i diritti e le libertà delle persone fisiche, il titolare del trattamento effettua, prima di procedere al trattamento, una valutazione dell’impatto dei trattamenti previsti sulla protezione dei dati personali. Una singola valutazione può esaminare un insieme di trattamenti simili che presentano rischi elevati analoghi.”
In tre casi è richiesta in particolare la Valutazione di Impatto:
- una valutazione sistematica e globale di aspetti personali relativi a persone fisiche, basata su un trattamento automatizzato, compresa la profilazione, e sulla quale si fondano decisioni che hanno effetti giuridici o incidono in modo analogo significativamente su dette persone fisiche;
- il trattamento, su larga scala, di categorie particolari di dati personali di cui all’articolo 9, paragrafo 1, o di dati relativi a condanne penali e a reati di cui all’articolo 10;
- la sorveglianza sistematica su larga scala di una zona accessibile al pubblico.
- per determinare se un trattamento è svolto su larga scala si deve far riferimento al numero degli interessati, al volume di dati e/o tipologie di dati, alla durata dell’attività di trattamento e all’ambito geografico dell’attività di trattamento.

Secondo l’Art. 35.7 la valutazione contiene almeno:
- una descrizione sistematica dei trattamenti previsti e delle finalità del trattamento, compreso, ove applicabile, l’interesse legittimo perseguito dal titolare del trattamento;
- una valutazione della necessità e proporzionalità dei trattamenti in relazione alle finalità;
- una valutazione dei rischi per i diritti e le libertà degli interessati;
- le misure previste per affrontare i rischi, includendo le garanzie, le misure di sicurezza e i meccanismi per garantire la protezione dei dati personali e dimostrare la conformità al presente regolamento, tenuto conto dei diritti e degli interessi legittimi degli interessati e delle altre persone in questione.

### Sicurezza del trattamento
Tenendo conto del rischio di varia probabilità e gravità per i diritti e le libertà delle persone fisiche, il titolare del trattamento e il responsabile del trattamento mettono in atto misure tecniche e organizzative adeguate per garantire un livello di sicurezza adeguato al rischio:
- la pseudonimizzazione e la cifratura dei dati personali;
- la capacità di assicurare su base permanente la riservatezza, l’integrità, la disponibilità e la resilienza dei sistemi e dei servizi di trattamento;
- la capacità di ripristinare tempestivamente la disponibilità e l’accesso dei dati personali in caso di incidente fisico o tecnico;
- una procedura per testare, verificare e valutare regolarmente l’efficacia delle misure tecniche e organizzative al fine di garantire la sicurezza del trattamento.

## Camuffamento facciale
Vi sono alcune tecniche di camuffamento che permettono di confondere i dispositivi di riconoscimento facciale impedendone la funzionalità, che ricordano per la funzione il camuffamento Dazzle in uso nella seconda guerra mondiale su obiettivi militari, oltre alla copertura del volto con indumenti come le sciarpe, vi sono diversi disegni di make up che impediscono il riconoscimento.